# Eustache d'Amiens
Eustache d'Amiens est un trouvère picard du XIIIe siècle qui serait né en 1203.
Il est l'auteur du fabliau Le Boucher d'Abbeville, et était membre de la confrérie du Puy Notre-Dame d'Amiens.